# 赤松氏範
赤松 氏範（あかまつ うじのり）は、南北朝時代の武将。

## 略歴
元徳2年（1330年）、赤松則村（円心）の四男として誕生。
無双大力の勇士で父と共に各地を転戦する。正平5年/観応元年（1350年）1月に父が死去すると、3人の兄といずれも不仲だったことから観応の擾乱では3人の兄が北朝にくみしたのに対して氏範は南朝に味方した。摂津国中島郡と有馬郡、備前国馬屋郷などに勢力を持った。正平8/年文和2年（1353年）には四条隆俊に従って足利義詮を破り、正平10年/文和4年（1355年）には山名時氏や足利直冬らと共に京都に侵攻して京都を回復するが兵糧問題から京都を放棄した。以後は南朝の中心的武将として興良親王を奉じ、南朝の兵力も任されるに至った。
正平15年/延文5年（1360年）4月25日に赤松宮が南朝に対して謀反を起こすと、氏範も赤松宮に同調して南朝に叛した。賀名生を焼き討ちするなど一時は優勢だったが、結局は南朝の追討軍に敗れたため、宮を奈良に落ち延びさせたあと、自らも吉野を去って兄・則祐がいる播磨国に帰還し降参した。9年後の正平24年/応安2年（1369年）10月10日、摂津中島郡において南朝に帰参して挙兵したため、足利義満の命令で兄・則祐と一族の赤松光範らによる追討を受けた。
元中3年/至徳3年（1386年）9月2日、摂津中島郡において再度南朝として挙兵したが、幕命を受けた細川頼元や山名氏らの追討を受け、子息ら一族郎党100余名と共に清水寺にて自害した。享年57。遺骸は討伐に従軍していた甥であり惣領の赤松義則によって手厚く葬られた。
終焉の地となった清水寺に氏範らの墓がある。また、同地には「赤松氏範の切腹石」と伝わる大石も存在する。